# Солдатская слобода (Ростов-на-Дону)
Солдатская слобода  —  историческая часть города Ростова-на-Дону. Возникла во второй половине XVIII века. В 1811 году  в соответствии с первым генеральным планом развития города реорганизована в город Ростов-на-Дону.

## История

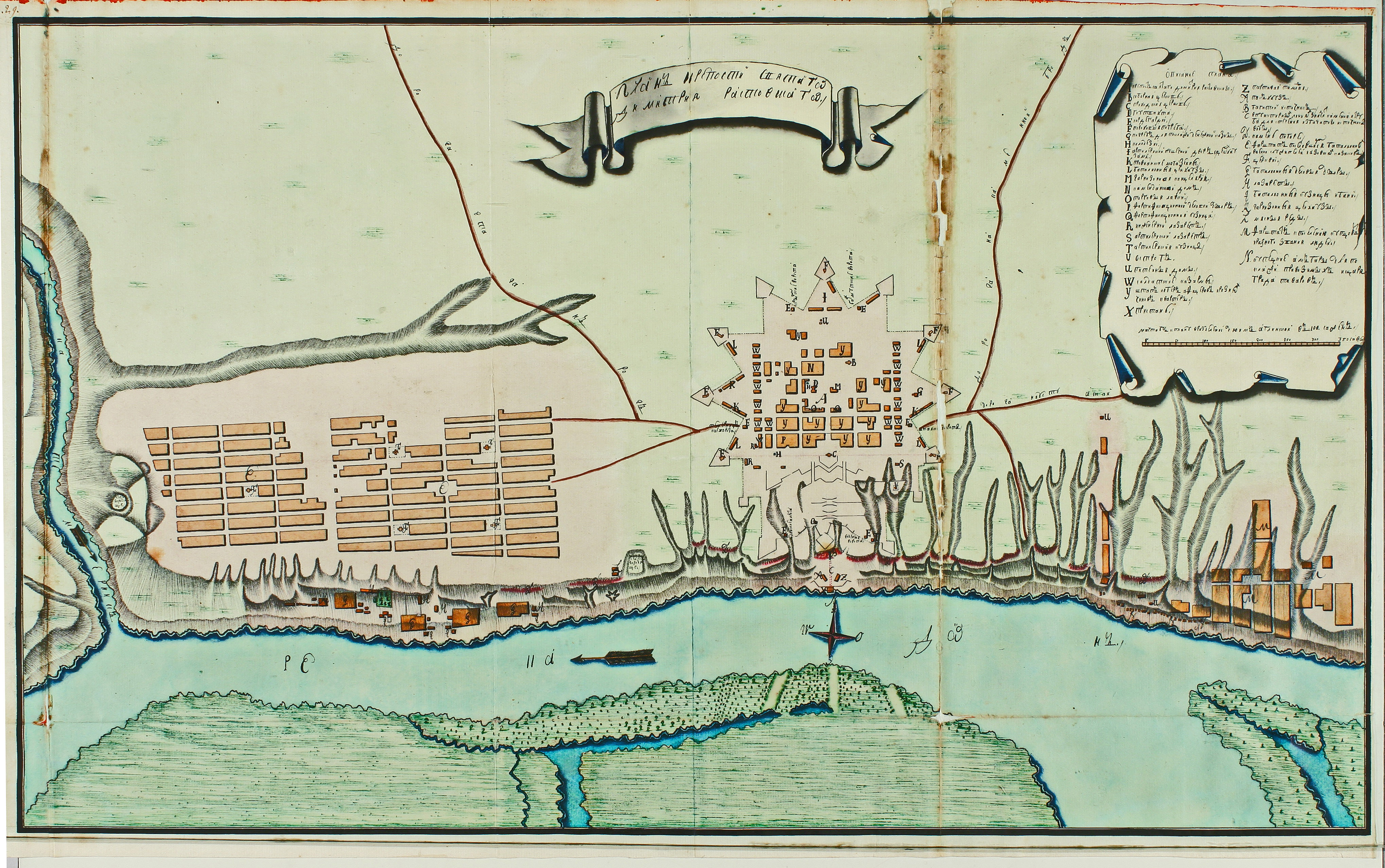
План крепости Дмитрия Ростовского, 1768. Слева Доломановская и Солдатская слободы

Район Солдатская слобода является ныне исторической частью Ростова-на-Дону. Солдатская слобода находится в границах нынешних Буденновского и Ворошиловского проспектов (запад-восток) и улиц: Б. Садовая — Набережная (севера- юг).
Со второй половины XVIII века около крепости святого Димитрия Ростовского, лежащей в районе нынешних Кировского и Крепостного проспектов стали разрастаться две слободы: Доломановская и Солдатская. Постепенно разрастающийся город поглощал окрестные селения и упраздненную как военный объект крепость Димитрия Ростовского.
Состав жителей Доломановской слободы был разнообразным. Здесь селились купцы, приезжие мигранты, беглые холопы и др. В соседней Солдатской слободе селились больше отставные военные, служившие ранее в крепости Димитрия, за это слобода получила такое название. В центре слободы находилась Соборная площадь с базаром и храмом.

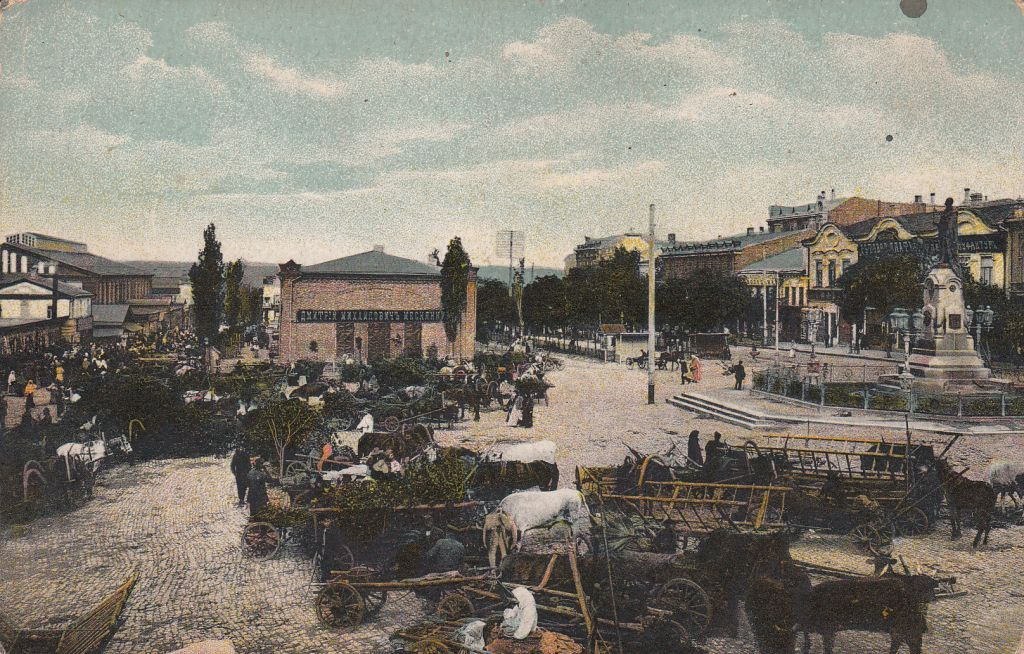
Соборная площадь и базар до революции

В 1768 году переписчики насчитывали в Солдатской слободе около тысячи жителей. В самой крепости Димитрия Ростовского проживало 6–7 тысяч человек. В те времена Ростовом называлась сама крепость, Солдатская слобода и другие соседние поселения, которые жили самостоятельно.
Солдатская слобода в свое время была застроена в границах Донской-Московской улиц. На месте нынешнего парка им. Горького была свалка, по Набережной проходила железнодорожная ветка. В 1811 году Солдатская слобода по первому генеральному плану развития города, утвержденному императором Александром I, была реорганизована в Ростов-на-Дону с восемью улицами и шестью переулками.
В дальнейшем территория Солдатской слободы стала одним из районов старого Ростова. В советские времена район Солдатская слобода оказался заброшенным.  При этом в соответствии с прежним генпланом Ростова, существующую застройку предполагалось снести, возведя на месте исторических памятников «высотки».

## Современное состояние

Памятная доска

С 1990-х годов на территории Солдатской слободы проводилась коммерческая высотная застройка, не вписывающаяся в окружающую архитектурную среду. В настоящее время на территории слободы построен жилой комплекс «На Ульяновской». Перед началом строительства в районе были снесены несколько исторических зданий.
В настоящее время обсуждается вопрос о необходимости полного запрета строительства в Солдатской слободе и реконструкции имеющихся там зданий.  Генеральный план Ростова предусматривает ограничения в застройке исторической части Ростова-на-Дону.